# 纳粹党

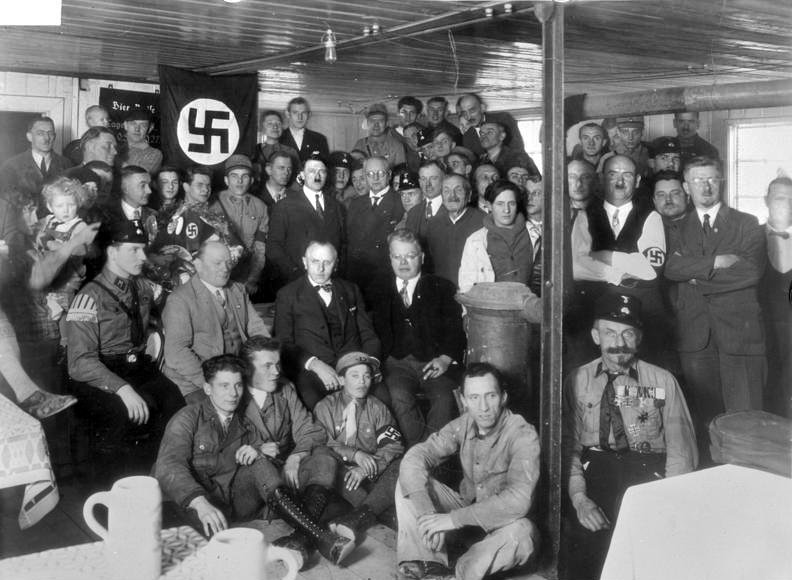
1930年納粹黨新总部褐宫启用仪式

国家社会主义德国工人党（德語：Nationalsozialistische Deutsche Arbeiterpartei，縮寫為），簡稱國社黨，通稱納粹黨（英語：Nazi Party），舊譯南尖黨，是20世紀前半葉的一個德國極右翼政黨，創立於魏瑪共和時代，前身為於1919年創立的德國工人黨，於1920年更名。首任領袖是安東·德萊克斯勒，後由阿道夫·希特勒所領導。納粹黨在1932年的德國議會選舉中獲勝。希特勒也於1933年出任德國總理，次年兼任元首。納粹黨執政後，威瑪共和時代結束，德國進入希特勒獨裁時代，通稱納粹德國或第三帝國。1945年5月德國在第二次世界大戰中戰敗及由盟國占領後，以盟國管制理事會第2號法令將納粹黨解散。納粹來自术语，為「国家社会主义」或者“民族社会主义”（德語：Nationalersozialismus）的簡寫。

## 歷史
由於德國戰敗，第一次世界大戰的巨额賠款使威瑪共和国政府無力負擔，加之後來1929年全世界又發生經濟大蕭條，致使德國失業人口大幅增加，貨幣貶值及通貨膨脹嚴重。接连不断的經濟危機，使得德國的社會更為動盪不安，當時全國有近600萬的失業人口以及以此衍生出的其他社會問題。
魏玛共和国成立后的1919年，右翼民粹小党德国工人党成立。自希特勒入黨并更名为“國家社會主義德國工人黨”以后，借着极力鼓吹刀刺在背传说，指控犹太人、共產黨人、“十一月罪犯”以及那些不支持軍國主義的德國人，在法西斯主义之上发展出了纳粹主义。
希特勒在演說中，承諾減少失業人口，並矢志將對經濟、文化和軍事進行改革，使得納粹黨屢次於選舉中勝出。最终在1933年1月30日，威瑪共和第二任總統保羅·馮·興登堡任命納粹黨領袖希特勒為德國總理，即纳粹党掌权。1933年2月27日，國會縱火案發生後，借由「國家及人民保護令」和《授权法》等一系列法令，至1945年第二次世界大戰結束為止，納粹黨始终是極權國家納粹德國的主要政黨。1933年9月1日，希特勒在紐倫堡召开納粹黨代表大會，會上首度使用「第三帝國」一詞，以指由納粹统治、「國祚千年」的德國。在1934年8月2日，總統興登堡死後，希特勒自行宣布將代行總統職務，隨後再宣布德國是第三帝國，自己是帝國總理，接著廢除總統制，且立法使自己成為元首（Führer），最後派出100,000名間諜，以便監督和鎮壓國內的評論家、教會及異見者。
1939年7月10日，宣傳部長戈培爾宣布停止使用「第三帝國」作為德國正式名稱，改以「大德意志帝國」（Großdeutsches Reich）取代。
當時，德國的總體經濟因納粹黨的戰時經濟計劃而改善，人民的生活水平也大幅提高。加上納粹黨奉行精英主義，又注重形象宣傳，初期在國內外得到不少正面風評（其中文譯名「納粹」便有「盡納精粹」之褒義）。然而許多黨外的政治對手，尤其是共產主義者和一些社會主義者、教會人士，開始被送去集中營。在納粹大屠殺中，有上萬名的受害者死去或失蹤。
1945年4月30日，隨著戰局不利於納粹德國，希特勒在柏林自殺。根據他生前的遺囑，他命令時任北部戰區司令的鄧尼茨海軍元帥任總統，宣傳部長戈培爾為總理。但戈培爾在希特勒亡故後隨即自殺，而鄧尼茨則果斷地向盟軍宣布投降，纳粹政权終结。1945年5月8日德国签署投降书后，占领德国的盟军将纳粹党高层作为战犯拘捕，而纳粹党则被勒令解散。1949年东德（德意志民主共和国）和西德（德意志联邦共和国）分别成立后，西方国家出于抵抗共产主义的目的而停止在西德境内推动去纳粹化，部分前纳粹党成员成为西德官员，但苏联则继续在东德境内推行去纳粹化政策。

### 納粹党大事紀
- 啤酒館政變（提高了希特勒在黨內的地位，希特勒在監獄中撰寫了《我的奮鬥》）
- 纳粹党掌权（1933年希特勒被任命為德國總理的事件）
- 一體化（納粹建立極權的合法手段）
- 納粹德國的種族政策（種族迫害政策的歷史）
- 國會縱火案（消除共產黨勢力）
- 長刀之夜（清黨）
- 發動第二次世界大戰（軍事事件為中心）

### 經濟政策
- 停止為一戰失敗的戰爭賠償（納粹黨上台以後不承認任何賠款）。
- 控制工會（經濟大蕭條時，失業人口激增，失業率高達40%。由亞爾馬·沙赫特領導時，草擬了一項新經濟政策：因當時工會為共產主義者與共產黨容易控制之地帶，而因著納粹黨的反共意識形態，他們的新經濟政策之一即由政府控制工會並實施嚴密的薪水控制，以控制工会、禁止工人涨薪的訴求、禁止工人串聯罢工等活動。此外，為了避免商业失败，此经济政策尚包括了一系列对於民間企业的控制，例如禁止企业解雇工人等，使德国经济开始回溫，並且在数年后达成零失业率的成绩）。
- 重新建軍（研究國防科學，扶植國防工業）。
- 開展大型工程（高速公路的概念便是此時創造的；短時間內，失業人口大幅下降，由600萬減至200萬）。

## 經典納粹主義
納粹主義來自於德語「国家社會主義」的縮寫，奉行国家至上的极权主义和種族主義理念，具有宗教色彩的政治觀點和極端思想：反猶太主義、優生主義、反同性戀、社会主义以及限制与其意識形態相反的宗教自由。它强调一切领域的“领袖”原则，宣称“领袖”是民族整体意志的代表，国家权力应由一人掌握。提倡國家須由一个庞大的官僚系统，自上至下，按「领袖原则」来管理。它倡導種族主義和反猶太主義必須作為德國「民族社會主義運動」的根基，崇尚領袖權威與集體武力。
主张以民族为人类群体生活之“基本单位”，宣扬种族优越论，认为雅利安人種乃最优秀的、对人类进步唯一有贡献的民族。认为“优等种族”有权奴役和消灭“劣等种族”，以實現特定文化与政治主张。在意识形态方面，給予明确的准则为基础以自其他民族區分出來，認同社会达尔文主义。宣称雅利安—北欧日耳曼人是上苍赋予了“主宰权力”的种族，相信世界乃弱肉强食、优胜劣汰的丛林，各民族必须在激烈的生存竞争中求胜，於是必須实行对外扩张，力求經由戰爭的手段以取得生存空间，建立民族在世界上的主宰权。
「納粹」的民族意識型態逐漸形成於1930年代，成為特屬於政治與經濟上的極端国家资本形態。它的極端性體現在軍國主義和種族主義的型態上，並在政治上表現出法西斯獨裁專制統治，是一個建立在高度壟斷的国家资本主义体制。

## 種族問題與大屠殺
納粹政權的特點是在政治上力主要控制住全體社會的一切方面：一體化，以縮減和消除貧富差距為目標，重整德國上下，將黨組織編入社會各體系，如勞動陣線與其他從屬於黨組織的全國與地方社團。並且，以追求種族（雅利安人種、北歐人種）、社會和文化的“純淨化”。納粹黨透過迫害其認定為不純的事物来達到目的，特别是針對如犹太人、吉普赛人、同性恋者和政客（如威瑪共和國、共產黨等等）。這一時期的政治反對派，参見德國抵抗運動。
這種迫害在政權的最後幾年中，達到巔峰。大約600萬犹太人、超過千萬南斯拉夫人及各種的其他人種被有組織地殺害。此一種族滅絕的行為，在英語中稱為Holocaust（意即“大屠殺”），在希伯來語中稱為Shoah，而納粹則委婉的在德語中稱之為“最終解決方案”（Endlösung，一般稱殺死犹太人為“最終解決”）。

## 親衛隊
納粹黨編制了一支混雜各項職能的“菁英組織”：親衛隊，其中包含準宗教職能、情報機構職能、準警察職能的武裝力量（稱作“武裝親衛隊”等。這支部隊原本由經過嚴格挑選且具有雅利安血统的人组成（但後期隨著局勢惡化而成分混雜），為納粹武裝力量中的菁英，「親衛隊」在二戰後期常在戰局裡充當支援德軍的角色。

## 歷任領導人
| 任次 | 任次                                         | 領導人                                                     | 領導人        | 任職日期      | 離職日期      | 總理任期 |
| ---- | -------------------------------------------- | ---------------------------------------------------------- | ------------- | ------------- | ------------- | -------- |
|      | 1                                            | 安東·德萊克斯勒 Anton Drexler （1884年—1942年）            |               | 1920年2月24日 | 1921年7月29日 | 未担任   |
| 2    | 阿道夫·希特勒 Adolf Hitler （1889年—1945年） | 242-EB-8-45A - DPLA - fccc2194ecb8f97187df0e57f2ec92f0.jpg | 1921年7月29日 | 1945年4月30日 | 1933年—1945年 |          |
| 3    | 馬丁·鮑曼 Martin Bormann （1900年—1945年）   |                                                            | 1945年4月30日 | 1945年5月2日  | 未担任        |          |

## 選舉紀錄
| 選舉       | 得票       | 得票比例 | 議席     | 議席      | +/-     | +/-  |
| ---------- | ---------- | -------- | -------- | --------- | ------- | ---- |
| 1924年5月  | 1,918,300  | 6.50%    | 32 (#6)  | 32 / 472  | ▲6.50%  | ▲32  |
| 1924年12月 | 907,300    | 3.00%    | 14 (#8)  | 14 / 493  | ▼3.50%  | ▼18  |
| 1928年     | 810,100    | 2.60%    | 12 (#9)  | 12 / 491  | ▼0.40%  | ▼2   |
| 1930年     | 6,409,600  | 18.30%   | 107 (#2) | 107 / 577 | ▲15.70% | ▲95  |
| 1932年7月  | 13,745,000 | 37.30%   | 230 (#1) | 230 / 608 | ▲19.00% | ▲123 |
| 1932年11月 | 11,737,000 | 33.10%   | 196 (#1) | 196 / 584 | ▼4.20%  | ▼34  |
| 1933年3月  | 17,277,180 | 43.90%   | 288 (#1) | 288 / 647 | ▲10.80% | ▲92  |
| 1933年11月 | 39,655,224 | 92.11%   | 661 (#1) | 661 / 661 | ▲48.21% | ▲373 |
| 1936年     | 44,462,458 | 98.80%   | 741 (#1) | 741 / 741 | ▲6.69%  | ▲80  |
| 1938年     | 44,451,092 | 99.01%   | 813 (#1) | 813 / 813 | ▲0.21%  | ▲72  |

## 外部連結
- 希特勒與納粹主義：邸文，2005年6月25日在涵芬樓的講演